# Chuadanga (zila)
Chuadanga (en bengalí: চুয়াডাঙ্গা) es un zila o distrito de Bangladés que forma parte de la división de Khulna.
Comprende 4 upazilas en una superficie territorial de 1.148 km² : Chuadanga, Alamdanga, Damurhuda y Jibannagar.
La capital es la ciudad de Chuadanga.

## Upazilas con población en marzo de 2011[2]
- Alamdanga 345,922
- Chuadanga Sadar 313,935
- Damurhuda 289,577
- Jibannagar 179,581

## Demografía
Según estimación 2010 contaba con una población total de 1.236.328 habitantes.